# Aneulophus africanus
Aneulophus africanus là một loài thực vật có hoa trong họ Erythroxylaceae. Loài này được Benth. mô tả khoa học đầu tiên năm 1862.